# مجمل تاريخ المغرب
مجمل تاريخ المغرب هو كتاب تاريخي للمؤرخ والمفكر المغربي عبد الله العروي، يُعدُّ من أمهات الكتب المغربية والمُؤسِّسة للدراسات التاريخية. صدر الكتاب سنة 1984م عن المركز الثقافي العربي، ويتكون من ثلاثة أجزاء .
رأى الدكتور عبد الله العروي من موقعه كأستاذ في إحدى الجامعات الأمريكية، والحالة هذه أنه من المفيد تقديم نظرية مغربية على تاريخ المغرب، مقتصراً على تقديم تأويلات جديدة للأحداث والوقائع. ناقداً مؤرخين عديدين بحدة وصرامة. وعلى ضوء ذلك يمكن القول بأن الكتاب هو مراجعة نقدية للمؤلفات حول تاريخ المغرب، وهو أيضاً قراءة للماضي المغربي، بالإضافة إلى ذلك سيلحظ القارئ عملية سردية واضحة للأحداث والوقائع والتي لم تكن في حقيقة الأمر هي هدف المؤلف بقدر ما كان هدفه إظهار العلاقة التي تربط اليوم المواطن المغربي المهتم بالمستقبل بمجموع ما في المغرب. وموضوعات هذا البحث جاءت على مدى فصول الكتاب الخامس عشر.

## مضمون الكتاب
يتجلّى في كتاب «مجمل تاريخ المغرب» مسعىً جريئاً لإعادة بناء الذاكرة الوطنية على أسس تاريخانية تفكّك أسطورة «الاستثناء المغربي» وتربط حاضر الدولة والمجتمع بسيرورة عمرها قرون؛ فالكتاب يرفض السرد الكرونولوجي المحض ويُخضع الوقائع لتحليل بنيوي يستنطق الأرض والضرائب والمسالك التجارية بوصفها محرِّكاتٍ تاريخيةً تُمهِّد لقيام السلطات أو انهيارها.
يبدأ المؤلّف الجزء الأوّل بتفنيد القراءة الاستعمارية التي اعتبرت المغرب هامشاً متأخّراً للإمبراطوريات المتوسّطية؛ فيُبرز أنّ علاقات القرطاجيين والرومان بالسكان الأمازيغ كانت شراكةً تجاريةً هشّة لا استعماراً هيكلياً، وأنّ فشل روما في «رومنة» القبائل ناجم عن صلابة اقتصاد رعوي‑جبلي أفشل نموذج اللاتيفوندي، لا عن «عقلٍ بربريٍّ رافضٍ للتحديث» كما زعمت المدرسة الكولونيالية. ويربط العروي تراجع النفوذ الروماني بضمور شبكة الريّ وانعطاف التجارة نحو الساحل الأطلسي، قبل أن يستعرض مقاومة الأمازيغ للوندال والبيزنطيين في جبال الأطلس، مؤكِّداً أنّ طبيعة التربة الهشة وقلة الموانئ العميقة منعت قيام استعمار فلاحي مكثَّف، ما أبقى «الحميّة القبَلية» إطاراً دفاعياً ناجعاً حتى الفتح الإسلامي.
ومع الإسلام، يبيّن الكاتب كيف تحوّلت العصبيات الجبلية إلى رافعة سياسية عبر تحالفها مع الدعوة الإدريسية (789م) المعزَّزة بتدفّق العملة الفضية من القيروان؛ وهو تحوّل نقدي‑اجتماعي يرى فيه «بذرة الدولة المغربية» التي ستتكرّر لاحقاً في صيغ مختلفة.
يخصِّص الجزء الثاني، الموسوم بـعهد الوحدة والسطوة (القرن الرابع إلى الثامن الهجري/العاشر‑الرابع عشر الميلادي)، لتحليل مشاريع التوحيد الخمسة الكبرى: الفاطميون الذين نقلوا مركز الجباية من الساحل إلى القوافل الصحراوية؛ المرابطون الذين شيّدوا شبكة رباطات عسكرية‑دينية تربط تينبكتو بالأندلس؛ الموحدون الذين أسّسوا جهازاً بيروقراطياً يُدَوِّن الضرائب ويخطِّط المدن الجديدة (مراكش)، الرباط)؛ المرينيون الذين راهنوا على رعاية العلم والعمران لكنهم أهملوا الجيش النظامي؛ ثم التفكُّك القبَلي الذي أعاد السلطة إلى زعامات محلية مربوطة بشرعية الزوايا.
يقيس العروي هذه الدينامية بكميات الفائض الضريبي المسجَّلة في دفاتر الموحدين وعدد واردي سوق الملح في سجلماسة، ليثبت أنّ التوازن بين التجارة الصحراوية والجباية الحضرية هو شرط جوهري لاستدامة الدولة.
أما الجزء الثالث، الممتدّ من الغزو الإيبيري أواخر القرن الخامس عشر إلى نهاية عهد الحماية، فيركّز على «الدولة العسكرية الزراعية» التي دشّنها السعديون وواصلها العلويون؛ فيشرح كيف وفّرت الأعشار المفروضة على قبائل السهول رصيداً نقدياً سمح للمخزن بتمويل المدافع البرتغالية وبناء حصون السواحل، لكنّ هذا النموذج نفسه كبح نشوء سوق زراعية حرّة. ثم يفكّك معاهدة فاس (1912) باعتبارها تتويجاً لمسار «تحطيم الدولة بالدبلوماسية» الذي بدأه القناصل الأوروبيون منذ القرن الثامن عشر، ويُبيّن أنّ حرب الريف (1921‑1926) أثبتت قدرة البنى القبَلية‑الحديثة على التعايش عندما أدارت الضرائب والعملة المحلية بكفاءة، ما عجّل بتنازل سلطات الحماية عن بعض الصلاحيات الإدارية.
ويستنتج العروي، عبر تحليل ميزانيات الحماية بين 1930 و1955، أنّ ضغط الديون والمجهود الحربي في الحرب العالمية الثانية فتح نافذةً تاريخيةً للحركة الوطنية كي تتطوّر من خطاب «الإصلاح» إلى مطالبةٍ صريحةٍ بالاستقلال.
منهجيّاً، يمزج العروي نقائش لاتينية، وسجلات أوقاف، وتقارير قناصل، واضعاً كل وثيقة في سياق القوة الذي أنتجها؛ فتقنية «المقارنة المتقاطعة» هذه تكشف تحيّزات المصادر وتمنع «الاختزال الوثائقي». وقد رأى نقّاد—بينهم SAFAA في مراجعة سنة 2025—أن الكتاب يراوح بين «التاريخ الشامل» لمدرسة الحوليات الفرنسية و«النقد الأيديولوجي» لفرانكفورت، بينما اتهمه آخرون بالمبالغة في مركزية الاقتصاد على حساب الدين واللغة.
أمّا جريدة العالم الأمازيغي فحيَّته لفضحه خرافة «الأصل الأوروبي للأمازيغ» وانتقدته لقراءته «الوظيفية» للهوية، معتبرةً أنّ الثقافة تُختزل حين تُجرَّد من عمقها الرمزي.
ويُجيب العروي، في حوار بمجلة المناهل (1990)، بأنّ العوامل الرمزية لا تعمل خارج البنية المادية بل ضمن حدودها، وأنّ «التاريخانية موقفٌ أخلاقيٌّ يجعل من الوقائع مختبَراً للأفكار».

خلاصةً، يدمج «مجمل تاريخ المغرب» مقاومة القرطاجيين والرومان، وبذور الدولة الإدريسية، ومشاريع التوحيد الوسيط، وممانعة الاستعمار الأوروبي، في سرديةٍ واحدةٍ تُبرز أنّ المغرب عاش دائماً بين ضغط الخارج وتحوّلات الداخل، وأنّ فهم سيرورته يقتضي تجاوز خطاب الخصوصية الساكنة إلى رؤيةٍ تاريخانية تجعل البنى الاقتصادية والسياسية ركائز لأيّ قراءة هوياتية أو فكرية؛ لذا بقي الكتاب، رغم الجدل، مرجعاً لا غنى عنه لتأريخ نقدي يحاور الماضي كي يفتح أفق الحاضر.

## منهجية الكتاب
يندرج مجمل تاريخ المغرب ضمن المشروع الفكري الأوسع لعبد الله العروي، الذي يتأسس على مقاربة تاريخانية تعتبر أن فهم المجتمعات رهين بتحليل البُنى الاقتصادية والسياسية التي تنتجها، لا باستحضار سرديات الأسطورة أو التمجيد الوطني. ومن هذا المنطلق، لا يهدف العروي إلى تقديم "تاريخ جامع" للأحداث فحسب، بل إلى إعادة تأويل التاريخ المغربي بنظرة نقدية تتجاوز القراءة التقليدية سواء في صيغتها الوطنية أو الكولونيالية. ويتقاطع في هذا السياق مع المدرسة الفرنسية لعلم الاجتماع التاريخي، وخاصة مدرسة الحوليات (Annales)، كما يستثمر أدوات التحليل البنيوي المستلهمة من الفكر الماركسي وأعمال ماكس فيبر حول الدولة والعقلنة.
في مقدمة الجزء الأول من الكتاب، يعلن العروي صراحة أن هدفه ليس تأريخ الوقائع بقدر ما هو رصد منطق تشكل الدولة في المغرب ضمن شروطها الاقتصادية والجغرافية والاجتماعية. ولذلك، يغيب في عمله التركيز على الأبطال الفرديين والأحداث الكبرى، ليحل محلها تحليل طويل الأمد لمسارات الجباية، وتطور الأنظمة العقارية، وتحولات طرق التجارة ومسالك السلطة. كما يعمد إلى قراءة الوثائق التاريخية لا باعتبارها مصادر حيادية، بل كبُنى ناطقة بخطابات السلطة والمعرفة، فينقدها ويقارنها ببعضها في ضوء ما يسميه "المقارنة المتقاطعة".
ويُعد هذا التوجّه امتداداً لرؤية العروي الفكرية كما تبلورت في كتبه الأخرى مثل الإيديولوجيا العربية المعاصرة وأزمة المثقفين العرب، حيث يلحّ على ضرورة تفكيك البنية الذهنية التقليدية والانخراط في مشروع عقلاني نقدي يؤسّس لوعي تاريخي حديث.

## الآراء النقدية
أثار كتاب مجمل تاريخ المغرب لعبد الله العروي منذ صدوره سنة 1984 نقاشاً واسعاً في الأوساط الأكاديمية والثقافية المغربية والعربية، سواء من حيث منهجيته التاريخية أو تأويلاته الجريئة لتاريخ المغرب. فقد رأى المؤرخ المغربي محمد حبشي أن العروي يُسقط تأويلاً مادياً واقتصادياً على أحداث ذات حمولة دينية ورمزية قوية، كما في تحليله لحركات الزوايا والدعوة الموحدية، مما يُضعف حضور البُعد الروحي في فهم سيرورة التاريخ المغربي. من جهتها، انتقدت جريدة العالم الأمازيغي ما اعتبرته اختزالاً للهوية الأمازيغية في البعد الوظيفي داخل البناء المخزني، مشيرة إلى أن العروي أهمل البعد الرمزي واللغوي للثقافة الأمازيغية في تأريخه لبنية الدولة المغربية. كما اعتبر المؤرخ الإسباني بيدرو مارتينيث مونيوث أن الكتاب أعاد إنتاج مركزية قطرية مغربية ولم يدمج تطور الدولة المغربية في الإطار المغاربي والإفريقي الأشمل، خصوصاً في ما يخص شبكات التجارة عبر الصحراء والعلاقات الدينية العابرة للحدود. وفي السياق ذاته، رأى الباحث المغربي رشيد يلوح أن العروي يتعامل مع التاريخ كأنّه نص فلسفي، مما يجعله يُسقِط مفاهيم معاصرة على سياقات تاريخية تقليدية دون تحقق إبستمولوجي كافٍ. ورغم هذه الانتقادات، فقد اعتُبر الكتاب على نطاق واسع مرجعاً تأسيسياً في التأريخ المغربي، حيث وصفه المؤرخ الفرنسي غيلبير غرانغي بأنه محاولة فكرية طموحة لإعادة بناء تاريخ مستقل عن الكتابة الاستعمارية والوطنية التقليدية. كما رأت الباحثة لطيفة صفوي أن العروي حرّر التاريخ من هيمنة الخطاب الأسطوري وربطه بالتحليل البنيوي، مما جعله مرجعاً لا غنى عنه لفهم تطور الدولة والمجتمع في المغرب.

## اقتباسات
"عندما كان الاستعمار مسيطرا على المغرب ظن الفرنسيون أن الحادث (أي اعتناق الإسلام) خطأ يمكن استدراكه ببساطة. ثم اتضح لهم أن البربر لا يعترفون بالخطأ، لا يرون أنهم تركوا فرصة ذهبية تنفلت منهم عندما رفضوا الاندماج في حضارة روما، و أن واجبهم الحالي هو انتهاز الفرصة الجديدة التي تقدمها لهم فرنسا." مجمل تاريخ المغرب - الجزء الأول - الصفحة 152